# Сијералеонски леоне
Сијералеонски леоне је званична валута у Сијера Леонеу. Скраћеница тј. симбол за леоне је Le а међународни код SLL. Леоне издаје Банка Сијера Леонеа. У 2007. години инфлација је износила 11,7%. Један леоне састоји се од 100 центи.
Уведен је 4. августа 1964. Заменио је британску западноафричку фунту. Раније је коришћен сијералеонски долар од 1791. до 1805.
Постоје новчанице у износима 1000, 2000, 5000 и 10 000 леонеа и кованице од 10, 50, 100 и 500 леонеа.